# Österreichische Fußballmeisterschaft 1981/82
Die Österreichische Fußballmeisterschaft 1981/82 wurde vom Österreichischen Fußball-Bund ausgerichtet. Als Unterbau zur 1. Division diente die eingleisig geführte 2. Division. Als dritte Leistungsstufe fungierten die Regionalliga West (Salzburg, Tirol, Vorarlberg) sowie die Landesligen von Wien, Niederösterreich, dem Burgenland, Kärnten, Oberösterreich und der Steiermark.

## Erste Leistungsstufe – 1. Division

### Allgemeines

#### Aufstockungspläne
Die eingebrachten Anträge auf Aufstockung auf 16 Vereine (entweder schon ab 1981/82 oder erst ab 1982/83) fanden bei der außerordentlichen ÖFB-Hauptversammlung, die am 28. Juni 1981 in den VIP-Räumen des Wiener Stadions stattfand, nicht die erforderliche Zweidrittelmehrheit; jedes Mal gab es zwar mit 119 zu 114 eine einfache Mehrheit, es wären jedoch 156 Stimmen für die Befürwortung erforderlich gewesen (auf die Bundesländer verteilt waren Tirol, Salzburg sowie Ober- und Niederösterreich gegen die Aufstockung).

#### Meisterschaftsablauf
Die noch für das Wochenende 19./20. Dezember vorgesehene 19. Runde sowie das ausgefallene Match aus der 18. Runde, LASK vs. Sturm Graz, wurden endgültig in das Frühjahr 1982 verschoben, wobei der Wiederbeginn am 13. Februar vorgesehen war. Es wurde allerdings an diesem Termin die 20. Runde gespielt – wie überhaupt auch an den nächsten Wochenende die weiteren Runden ausgetragen wurden und die 19. Runde erst nach der 23. Runde, somit am 9./10. März, gespielt wurde (LASK – Sturm Graz fand am 23. Februar statt).
In der Meisterschaft der Saison 1981/82 sah es lange Zeit nach dem fünften Titel für die Austria in Serie aus, doch ein 3:0-Derbysieg Rapids und unerwartete Austria-Niederlagen wie ein 0:5 daheim auf der Hohen Warte gegen den Wiener Sport-Club brachten den Hütteldorfern letztlich einen Punkt Vorsprung vor dem letzten Spieltag. Rapid musste allerdings auf Grund des schlechteren Torverhältnisses fast zwingend gewinnen, um nach 14 Jahren Pause wieder österreichischer Fußballmeister zu werden. Über 25.000 Zuschauer waren gegen die SSW Innsbruck im Gerhard-Hanappi-Stadion anwesend, welches eigentlich nur 20.000 Platz bot. Nach 70 Sekunden köpfelte Christian Keglevits das 1:0, das Spiel endete 5:0, wobei Panenkas Treffer zum 4:0 (82. Min.) – er überlupfte den Innsbrucker Tormann Fuad Đulić aus dem Stand – zum „Tor des Jahres“ gewählt wurde. Rapid war damit zum 26. Mal österreichischer Meister und nahm am Europacup der Landesmeister 1983 teil. Die Austria startete als Cupsieger im Europacup der Cupsieger 1983 sowie der GAK und Admira/Wacker im UEFA-Cup 1983. Für Aufsehen sorgte dabei insbesondere die Austria, die über Panathinaikos Athen, Galatasaray Istanbul und den FC Barcelona (Heim 0:0, A 1:1 mit Gerhard Steinkoglers Führungstreffer im Camp Nou) bis ins Halbfinale kam und dort erst knapp gegen Real Madrid ausschied (Heim 2:2, A 1:3; 6./20. April 1983). Rapid hatte zwar Luxemburgs Meister Avenir Beggen mit dem Gesamtscore 13:0 klar besiegt, doch gegen Widzew Lodz aus Polen war der 2:1-Heimsieg zu wenig, im LKS-Stadion in Lodz gab es ein 3:5 (3. November). Im UEFA-Cup gab es gleich das Aus: Der GAK ging wenigstens mit dem Heim-1:1 gegen Corvinul Hunedoara aus Rumänien nicht komplett leer aus (auswärts folgte ein 0:3), demgegenüber waren für Admira nach dem 0:5 bei Bohemians Prag alle Chancen dahin, und auch das Heimspiel ging 1:2 verloren.

#### Statistik
Nach der Herbstmeisterschaft war Rapid mit 27 Punkten (11 Siege, 5 Unentschieden, 2 Niederlagen; 27:18 Tore) Erster vor der Austria (25), auf den beiden letzten Plätzen lagen der LASK und der Wiener Sportclub (je 12), wobei die Linzer ein Spiel weniger hatten. Allerdings führten sowohl in der Heim- als auch Auswärtstabelle andere. Daheim war Sturm Graz mit 15 Punkten zwar punktegleich mit Rapid, hatte aber mit 25:10 gegenüber 22:8 die bessere Tordifferenz. Der GAK mit 11 vor dem Sportclub mit 9 nahmen die beiden letzten Plätze ein. Auswärts gab es genauso eine ex aequo-Führung mit je 12 Punkten für Austria Wien vor Rapid, da lauteten die Torezahlen 14:8 gegenüber 15:10 – und eigentlich ab Rang 5 (Innsbruck mit 5 Punkten) gab es magere Punktestände; die beiden Letzten waren Salzburg und der LASK mit zwei Punkten bzw. einem Punkt.

#### Besondere Vorfälle
Im Spätherbst gab es einen so genannten «Fall Manfred Braschler», der laut ÖFB-Kartei als Schweizer Staatsbürger und damit als Ausländer galt. Es waren für jeden Klub drei Ausländer erlaubt, so wurde er aber von seinem aktuellen Klub SSW Innsbruck als vierter Ausländer (nebst Colin Ayre, Wesley Schenk und Tormann Fuad Đulić) beim 5:0 gegen den SK Sturm Graz am 21. November und zuvor beim und 0:0 am Tivoli gegen den FK Austria Wien am 14. November und beim 3:0 im Auswärtsmatch beim Wiener Sport-Club am 17. November (wo jeweils statt Ayre Gert Jørgensen als der weitere Ausländer gespielte hatte) eingesetzt. Sturm Graz erhob dagegen Protest. Kurios war, dass Braschler trotz des Schweizer Passes am 14. November 1978 in der österreichischen B-Nationalmannschaft gespielt und beim 1:0 in Linz gegen Portugal sogar den Treffer in der 49. Spielminute erzielt hatte. Vorerst sollte es zum Abzug der von den Innsbruckern in diesen Matches errungenen fünf Punkten, später zu Wiederholungsspielen kommen, ehe am 2. Dezember 1981 doch die resultatmäßige Beglaubigung (den Tirolern wurde «guter Glaube» zugebilligt) erfolgte und im übrigen Austria Wien seinen/ihren Protest zurückgezogen hatte. Der Fall kam zwar am 14. Dezember bei der Ligakommission als zuständige zweite Instanz nochmals auf den Tisch, doch wurde nach dreieinhalbstündiger Debatte die erstinstanzliche Entscheidung bestätigt.

### Abschlusstabelle
| Pl. | Verein              | Sp. | S  | U  | N  | Tore    | Diff. | Punkte |
| --- | ------------------- | --- | -- | -- | -- | ------- | ----- | ------ |
| 1.  | SK Rapid Wien       | 36  | 18 | 11 | 7  | 069:430 | +26   | 47     |
| 2.  | FK Austria Wien (M) | 36  | 18 | 8  | 10 | 054:320 | +22   | 44     |
| 3.  | Grazer AK (C)       | 36  | 16 | 6  | 14 | 040:470 | −7    | 38     |
| 4.  | FC Admira/Wacker    | 36  | 14 | 8  | 14 | 052:590 | −7    | 36     |
| 5.  | SSW Innsbruck (N)   | 36  | 14 | 7  | 15 | 060:520 | +8    | 35     |
| 6.  | SK Sturm Graz       | 36  | 14 | 5  | 17 | 053:620 | −9    | 33     |
| 7.  | Wiener Sport-Club   | 36  | 12 | 9  | 15 | 049:610 | −12   | 33     |
| 8.  | SK VOEST Linz       | 36  | 12 | 8  | 16 | 038:410 | −3    | 32     |
| 9.  | SV Austria Salzburg | 36  | 11 | 9  | 16 | 048:550 | −7    | 31     |
| 10. | Linzer ASK          | 36  | 12 | 7  | 17 | 036:470 | −11   | 31     |

| (M) | Österreichischer Meister 1980/81 |
| (C) | ÖFB-Cup-Sieger 1980/81           |
| (N) | Neuaufsteiger der Saison 1980/81 |

### Torschützenliste
|    | Tore    | Spieler          | Verein          |
| -- | ------- | ---------------- | --------------- |
| 1  | 24 Tore | Božo Bakota      | SK Sturm Graz   |
| 2. | 19 Tore | Johann Krankl    | SK Rapid Wien   |
| 3. | 17 Tore | Arnold Koreimann | SSW Innsbruck   |
| 4. | 16 Tore | Felix Gasselich  | FK Austria Wien |
| 5. | 15 Tore | Ewald Gröss      | SSW Innsbruck   |

siehe auch Liste der besten Torschützen Österreichs

### Die Meistermannschaft der SK Rapid Wien
Herbert Feurer (34), Karl Ehn (3) – Bernd Krauss (31/1) Peter Persidis (11), Johann Pregesbauer (34/4), Heribert Weber (25/3), Reinhard Kienast (33/1), Johann Gröss (21/2), Antonín Panenka (33/13), Johann Krankl (C) (32/19), Josef Hickersberger (21/3), Christian Keglevits (28/5), Kurt Garger (34), Helmut Hofmann (28/7), Rudolf Weinhofer (12/1), Heinz Weiss (9/1), Peter Sallmayer (5),  Anatoli Sintschenko (32/6), Gerald Willfurth (10/2), Rudolf Steinbauer (24) – Trainer: Walter Skocik, Rudolf Nuske

## Zweite Leistungsstufe – 2. Division

### Meisterschaftsverlauf
SK Austria Klagenfurt schaffte im sechsten Jahr nach dem Abstieg wieder den Sprung in die Erstklassigkeit; nach dem Herbstdurchgang war man ohne Niederlage geblieben (9 Siege, 6 Unentschieden) und hatte mit 24 Punkten zwei Punkte Vorsprung auf den SC Eisenstadt (10 Siege, 2 Unentschieden), dem es am 24. April mit einem 1:0 auf heimischer Anlage im Lindenstadion gelang, den Lindwurmstädtern die einzige Saisonniederlage zuzufügen.

Auf den letzten beiden Plätzen lagen zur „Meisterschafts-Halbzeit“ der SV Sankt Veit an der Glan (10 Punkte) und der Kapfenberger SV (4). Dank der ab 1982/83 erfolgten Aufstockung auf 16 Klubs brauchte keine Mannschaft abzusteigen, lediglich die SPG Innsbruck verabschiedete sich, indem sie komplett aufgelöst wurde.

### Abschlusstabelle
| Pl. | Verein                    | Sp. | S  | U  | N  | Tore    | Diff. | Punkte |
| --- | ------------------------- | --- | -- | -- | -- | ------- | ----- | ------ |
| 1.  | SK Austria Klagenfurt     | 30  | 18 | 11 | 1  | 064:230 | +41   | 47     |
| 2.  | SC Eisenstadt (A)         | 30  | 19 | 5  | 6  | 060:300 | +30   | 43     |
| 3.  | First Vienna FC 1894      | 30  | 17 | 8  | 5  | 058:270 | +31   | 42     |
| 4.  | SC Neusiedl am See        | 30  | 16 | 6  | 8  | 052:290 | +23   | 38     |
| 5.  | 1. Simmeringer SC         | 30  | 13 | 10 | 7  | 056:320 | +24   | 36     |
| 6.  | FC Union Wels             | 30  | 16 | 4  | 10 | 049:330 | +16   | 36     |
| 7.  | Donawitzer SV Alpine      | 30  | 11 | 10 | 9  | 045:370 | +8    | 32     |
| 8.  | Salzburger AK 1914        | 30  | 11 | 7  | 12 | 034:380 | −4    | 29     |
| 9.  | Favoritner AC (N)         | 30  | 8  | 10 | 12 | 030:430 | −13   | 26     |
| 10. | SPG Innsbruck 1           | 30  | 7  | 11 | 12 | 030:360 | −6    | 25     |
| 11. | Wolfsberger AC            | 30  | 9  | 7  | 14 | 040:500 | −10   | 25     |
| 12. | SV Flavia Solva Wagna (N) | 30  | 8  | 8  | 14 | 032:480 | −16   | 24     |
| 13. | ASK Salzburg (N)          | 30  | 6  | 10 | 14 | 035:530 | −18   | 22     |
| 14. | Villacher SV              | 30  | 6  | 10 | 14 | 027:490 | −22   | 22     |
| 15. | SV Sankt Veit an der Glan | 30  | 7  | 7  | 16 | 036:560 | −20   | 21     |
| 16. | Kapfenberger SV           | 30  | 3  | 4  | 23 | 023:870 | −64   | 10     |

| (A) | Absteiger der Saison 1980/81     |
| (N) | Neuaufsteiger der Saison 1980/81 |

## Dritte Leistungsstufe

### Aufstieg Gruppe Ost
Abschlusstabelle 
| Pl. | Verein       | Sp. | S | U | N | Tore    | Diff. | Punkte |
| --- | ------------ | --- | - | - | - | ------- | ----- | ------ |
| 1.  | Badener AC   | 4   | 3 | 1 | 0 | 008:200 | +6    | 07     |
| 2.  | UFC Purbach  | 4   | 1 | 2 | 1 | 009:700 | +2    | 04     |
| 3.  | SR Donaufeld | 4   | 0 | 1 | 3 | 006:140 | −8    | 01     |

### Aufstieg Gruppe Mitte
Abschlusstabelle 
| Pl. | Verein                 | Sp. | S | U | N | Tore    | Diff. | Punkte |
| --- | ---------------------- | --- | - | - | - | ------- | ----- | ------ |
| 1.  | SK Vorwärts Steyr      | 4   | 3 | 1 | 0 | 009:100 | +8    | 07     |
| 2.  | SV Spittal an der Drau | 4   | 2 | 0 | 2 | 007:500 | +2    | 04     |
| 3.  | ASK Voitsberg          | 4   | 0 | 1 | 3 | 001:110 | −10   | 01     |

### Regionalliga West
Abschlusstabelle 
| Pl. | Verein                  | Sp. | S  | U | N  | Tore    | Diff. | Punkte |
| --- | ----------------------- | --- | -- | - | -- | ------- | ----- | ------ |
| 1.  | IG Bregenz/Dornbirn (A) | 26  | 18 | 7 | 1  | 063:190 | +44   | 43     |
| 2.  | WSG Swarovski Wattens   | 26  | 14 | 5 | 7  | 058:290 | +29   | 33     |
| 3.  | FC Zell am See (N)      | 26  | 14 | 5 | 7  | 046:310 | +15   | 33     |
| 4.  | SC Austria Lustenau     | 26  | 11 | 8 | 7  | 040:290 | +11   | 30     |
| 5.  | SC Kufstein (N)         | 26  | 11 | 5 | 10 | 043:270 | +16   | 27     |
| 6.  | SC Schwaz               | 26  | 9  | 9 | 8  | 043:340 | +9    | 27     |
| 7.  | SC Kundl                | 26  | 10 | 7 | 9  | 038:390 | −1    | 27     |
| 8.  | Dornbirner SV           | 26  | 11 | 4 | 11 | 039:330 | +6    | 26     |
| 9.  | SC Tamsweg              | 26  | 9  | 6 | 11 | 030:430 | −13   | 24     |
| 10. | FC Höchst               | 26  | 9  | 4 | 13 | 034:470 | −13   | 22     |
| 11. | SK Rum                  | 26  | 9  | 3 | 14 | 028:620 | −34   | 21     |
| 12. | SC Admira Dornbirn      | 26  | 8  | 4 | 14 | 026:440 | −18   | 20     |
| 13. | FC Götzis (N)           | 26  | 7  | 4 | 15 | 022:380 | −16   | 18     |
| 14. | USK Anif                | 26  | 4  | 5 | 17 | 021:560 | −35   | 13     |

| (A) | Absteiger der Saison 1980/81     |
| (N) | Neuaufsteiger der Saison 1980/81 |